# Селище (зупинний пункт, Південно-Західна залізниця)
Се́лище (також 40 км) — залізничний зупинний пункт Коростенської дирекції Південно-Західної залізниці.
Розташований у селі Гладковичі Овруцького району Житомирської області на лінії Овруч — Вільча між станціями Овруч (6 км) та Рача (27 км).
Станом на лютий 2020 року пасажирське сполучення відсутнє, здійснюються промислові перевезення.